# 356. Infanterie-Division (Wehrmacht)
La 356. Infanterie-Division fu una divisione dell'esercito tedesco attiva durante la seconda guerra mondiale che venne creata nel 1943 e fu schierata prima in Francia, poi in Italia ed infine in Ungheria e Austria, dove fu distrutta nel 1945.

## Storia
La divisione fu costituita il 1 maggio 1943 vicino a Tolone, nel sud della Francia. Nel novembre 1943 fu spostata in Italia, sulla costa ligure tra Ventimiglia e Genova. Nella primavera del 1944 alcune unità della divisione furono schierate per combattere i partigiani nel nord Italia tra Liguria e Piemonte, mentre altre furono trasferite nella zona tra Anzio e Nettuno alla fine di gennaio 1944 e presero parte alla Battaglia di Anzio, presso Cisterna di Latina e Velletri. Da metà febbraio ai primi di marzo furono poi schierate sui Monti Aurunci, presso Castelforte e sui Monti Ausoni, presso Coreno Ausonio sulla Linea Gustav, che fu raggiunta da altre unità, sul fiume Garigliano, all'inizio di marzo. Nel giugno 1944 la divisione fu spostata in Toscana e poi schierata sulla linea Gotica tra Toscana ed Emilia-Romagna. Nel luglio 1944 la divisione fu coinvolta in feroci battaglie difensive contro le unità sudafricane a sud di Firenze, vicino a Greve in Chianti. Tra gennaio e agosto i membri della divisione furono coinvolti in numerosi crimini di guerra contro la popolazione civile italiana. Nel settembre 1944 iniziò una marcia lungo la Via Emilia nella zona tra San Marino e Rimini e dopo pesanti battaglie difensive la divisione si ritirò attraverso il Savio, il Bidente ed il Montane fino al Senio vicino a Bagnacavallo nel dicembre 1944. Nel gennaio 1945 la divisione fu spostata in Ungheria. Nel marzo 1945 combatté sul Lago Balaton e a Stuhlweißenburg e poi si ritirò in Austria passando per Komarom e Raab. Nel maggio 1945 la divisione fu fatta prigioniera dalle truppe americane vicino a Wiener Neustadt.

## Ordine di battaglia
- Grenadier-Regiment 869
- Grenadier-Regiment 870
- Grenadier-Regiment 871
- Artillerie-Regiment 356
- Pionier-Bataillon 356
- Feldersatz-Bataillon 356
- Schnelle Abteilung 356
- Aufklärungs-Abteilung 356
- Divisions-Nachrichten-Abteilung 356
- Divisions-Nachschubführer 356[1]

## Decorazioni
Alcuni soldati della 356. Infanterie-division furono premiati per le loro azioni in guerra:
- Croce Tedesca
  - in oro: 1
- Croce di Cavaliere della croce di ferro: 2

## Comandanti
- Generalleutnant Egon von Neindorff (1° maggio 1943 - 15 maggio 1943)
- Generalleutnant Karl Faulenbach (15 maggio 1943 - ottobre 1944)
- Oberst Kleinhenz (ottobre 1944 - febbraio 1945)
- Oberst Sylvester von Saldern (febbraio 1945 - maggio 1945)[1]